# Auf Wiedersehen, Mr. Chips
Auf Wiedersehen, Mr. Chips (Originaltitel: Goodbye, Mr. Chips) ist ein britisches Filmdrama von Sam Wood aus dem Jahr 1939, das im Auftrag der US-amerikanischen Produktionsfirma MGM entstand. Als literarische Vorlage diente der Roman Leb wohl, Mister Chips! (Goodbye, Mr. Chips, 1934) von James Hilton. Für die Titelrolle wurde Robert Donat mit dem Oscar als bester Hauptdarsteller ausgezeichnet.

## Handlung
Charles Chipping, ein 83-jähriger Schullehrer, hat sich eine Erkältung eingefangen und soll auf Anraten seines Arztes das Bett hüten. In seinem Sessel fällt er in tiefen Schlaf und träumt von seiner Lehrerkarriere:
Im Jahr 1870 beginnt er als junger, schüchterner Lateinlehrer seine Lehrtätigkeit in Brookfield, einer traditionsreichen englischen Schule für Jungen. Da er sich zunächst nicht als Autorität in seinen Klassen behaupten kann, aber dennoch entschlossen ist, in Brookfield zu bleiben, unterrichtet er fortan mit Disziplin einfordernder Strenge. Daraufhin wird er zwar respektiert, ist aber sowohl bei seinen Schülern als auch bei seinen Kollegen unbeliebt. Im Laufe der Jahre sehnt sich Chipping danach, von seinen Schülern gemocht zu werden. Er ist jedoch nicht in der Lage, seine gewohnte Reserviertheit und Strenge abzulegen. Gleichzeitig träumt er davon, eines Tages der Rektor der Schule zu werden. Doch seine Unbeliebtheit steht auch seiner Beförderung im Weg.
Eines Tages lädt ihn sein einziger Freund, der Deutschlehrer Max Staefel, ein, den Sommerurlaub gemeinsam in Österreich zu verbringen. Bei einer Wanderung durch die vernebelten Berge der Alpen lernt Chipping die junge Engländerin Katherine Ellis kennen. Beide sind sofort voneinander angetan, doch Chipping ist zu schüchtern, den ersten Schritt zu wagen, sodass sie sich in den darauffolgenden Tagen wieder aus den Augen verlieren. Als sie sich in Wien erneut treffen, vertiefen sich ihre Gefühle füreinander. Auf einem Ball gelingt es Katherine, ihren introvertierten Verehrer mehr und mehr aus seinem Schneckenhaus zu locken und ihn dazu zu bringen, sie zum Tanzen aufzufordern. Als Katherine sich mit ihrer Freundin Flora mit dem Zug auf die Heimreise begibt, küsst sie Chipping zum Abschied spontan auf den Mund, worauf dieser ihr einen Heiratsantrag macht.
Zurück in England, können es die Schüler und anderen Lehrer kaum glauben, dass Chipping geheiratet hat. Besonders überrascht es sie, wie hübsch und charmant seine Ehefrau Katherine ist, die ihren Gatten liebevoll „Chips“ nennt. Durch ihre fürsorgliche und lebensfrohe Art schafft es Chipping, seine eigene Freundlichkeit gegenüber seinen Schülern und Kollegen zu zeigen, sodass sein Beliebtheitsgrad stetig steigt. Doch sein privates Glück währt nur kurz. Als Katherine ein Kind erwartet, stirbt sie zusammen mit dem Säugling bei der Geburt. Obwohl Chipping darüber am Boden zerstört ist, führt er in Gedenken an Katherine seinen neuen Umgang mit seinen Mitmenschen fort.
Die Jahre vergehen und Mr. Chips, als der er nun bekannt ist und geschätzt wird, unterrichtet die Söhne und Enkel seiner alten Schüler mit viel Humor und Nachsicht. Als eines Tages ein neuer Rektor die Schule modernisieren und Chips pensionieren lassen will, bestehen Schüler wie Eltern darauf, dass Chips bleiben darf. Als er schließlich doch in den Ruhestand geht, hält er den Kontakt zu seinen Schülern weiter aufrecht, während er in einem kleinen Cottage nahe der Schule lebt. Der Beginn des Ersten Weltkriegs im Jahr 1914 bringt ihn jedoch dazu, wieder als Lateinlehrer zu arbeiten, da sich zahlreiche Lehrer zum militärischen Dienst melden. Während der Kriegsjahre wird auch sein langgehegter Traum endlich zur Realität, als man ihn zum Rektor der Schule ernennt. Durch seine neue Position wird ihm auch die traurige Aufgabe zuteil, die Namen von Kollegen und ehemaligen Schülern, die im Krieg gefallen sind, bekannt geben zu müssen. Er verliest auch den Namen seines Freundes Staefel, obwohl dieser auf der feindlichen Seite in einem sächsischen Regiment gekämpft hat.
Zurück in der Gegenwart liegt Chips geschwächt in seinem Bett. Ein paar Freunde und Kollegen sind in der letzten Stunde seines Lebens an seiner Seite. Einer von ihnen bedauert Chips, weil er keine Kinder hatte. Chips antwortet darauf: „Ich dachte, ich hätte Sie sagen hören, es wäre schade, dass ich keine Kinder hätte. Aber Sie irren sich. Ich hatte welche … Tausende von Kindern … viele Tausend … und alles Jungen.“

## Hintergrund

### Buchvorlage
Der britische Schriftsteller James Hilton schrieb die Geschichte Goodbye, Mr. Chips innerhalb von zwei Wochen im November 1933 für die Weihnachtsausgabe der Zeitung British Weekly. Als Inspiration für die Titelfigur dienten Hilton sein eigener Vater, der ein britischer Lehrer gewesen war, und eine Reihe von Lehrern, die ihn an der Leys School in Cambridge unterrichtet hatten. Obwohl die Erzählung in England zunächst nicht sehr erfolgreich war, wurde sie als Goodbye, Mr. Chips von der Zeitung The Atlantic Monthly im April 1934 auch in den Vereinigten Staaten veröffentlicht, wo sie von den US-amerikanischen Lesern begeistert aufgenommen wurde.
Nachdem man Goodbye, Mr. Chips zwei Monate später auch als Kurzroman herausgebracht hatte, nahmen englische Kritiker Hiltons Werk erneut unter die Lupe und erklärten es zu einem Meisterwerk. Deutschsprachig erschien der Roman erstmals 1936 unter dem Titel Leb wohl, alter Chips! im Herbert Reichner Verlag.

### Vorproduktion
MGM erwarb die Filmrechte auf Anraten des Produktionschefs Irving Thalberg, der Hilton daraufhin nach Hollywood einlud, um zusammen mit Claudine West, Eric Maschwitz und R. C. Sherriff ein geeignetes Drehbuch zu schreiben. Als Thalberg jedoch 1936 plötzlich verstarb, wurde die Verfilmung von Goodbye, Mr. Chips vorerst auf Eis gelegt. Es war schließlich Produzent Sidney Franklin, der die Produktion 1938 wieder in Gang brachte und Hollywood-Veteran Sam Wood als Regisseur engagierte. Aufgrund anderer Projekte überließ Franklin dem Briten Victor Saville die Rolle des Produzenten. Saville wollte daraufhin unbedingt den britischen Schauspieler Robert Donat als Mr. Chips besetzen.
Für die Rolle der Katherine sah Saville zunächst die englische Schauspielerin Elizabeth Allan vor. Nachdem diese jedoch ihre Rolle in dem Film Die Zitadelle (1938) an Rosalind Russell verloren hatte, verklagte sie MGM und büßte damit ihren Vertrag bei dem Studio ein, sodass sie als Katherine nicht mehr in Frage kam. Danach besann man sich auf eine weitere englische Schauspielerin, die von Studioboss Louis B. Mayer 1937 in London entdeckt und unverzüglich unter Vertrag genommen worden war, aber bislang in keinem Hollywood-Film einen Auftritt gehabt hatte. Als Greer Garson die Nachricht erhielt, dass ihr die Rolle der Katherine angeboten wurde, war sie zunächst nicht gewillt, diese anzunehmen. Ihr erschien die Figur der Mrs. Chips zu klein und unbedeutend. Da sie jedoch keine andere Rolle in Aussicht hatte, nahm sie das Angebot schließlich an. Der Rest der Besetzung wurde am Drehort in England zusammengestellt, wo MGM eine britische Außenstelle, die Denham Filmstudios, besaß.

### Dreharbeiten

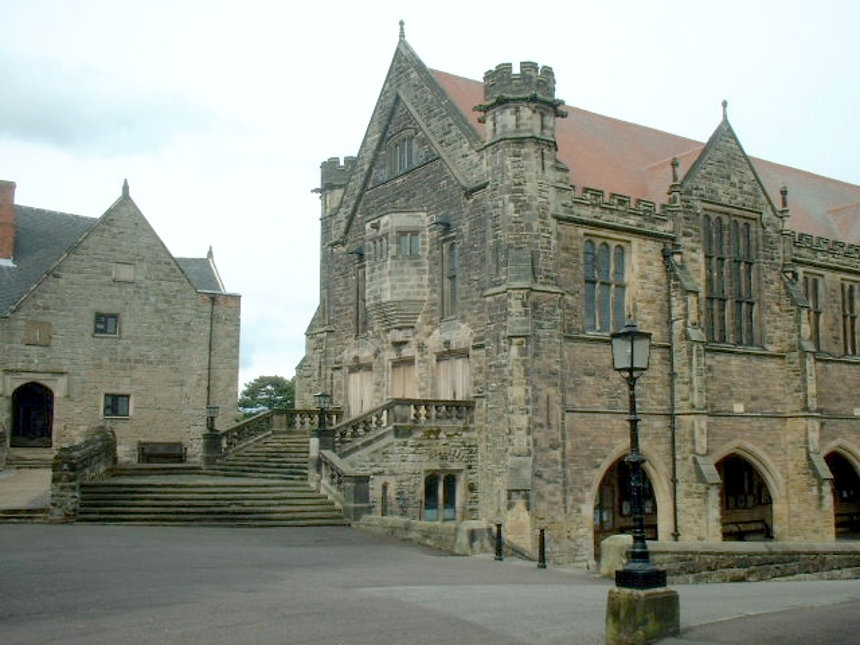
Die Repton School in Derbyshire

Im Sommer 1938 wurden erste Außenaufnahmen in der Repton School im englischen Repton, Derbyshire, gedreht, wo unter anderem der Schriftsteller Roald Dahl, der Schauspieler Basil Rathbone und Eric Maschwitz, einer der Drehbuchautoren von Mr. Chips, einst zur Schule gingen. Vor Ort in den Filmstudios in Denham spielten unter anderem 300 Schüler der Repton School während ihrer Schulferien als Statisten mit. Die Aufnahmen der nebelverhangenen Berge der Alpen wurden in der Schweiz gedreht und später in den Denham Studios als Hintergrund für die Darsteller auf eine Leinwand projiziert.
Die offiziellen Dreharbeiten begannen am 28. November 1938. Aufgrund ihrer mangelnden Erfahrung vor der Filmkamera hatte Greer Garson anfangs Schwierigkeiten, sich am Set zurechtzufinden. Ihr Filmpartner Robert Donat, der bereits seit 1932 Filme drehte und mit der Kameratechnik bestens vertraut war, stand ihr jederzeit hilfreich zur Seite. „[Robert] war ein herzensguter Mann. Obwohl ich ihn nur traf, wenn wir zusammen drehten, habe ich von ihm nur die schönsten Erinnerungen an einen besonderen Menschen mit einem einzigartigen Talent“, erzählte Garson später.

## Rezeption

### Veröffentlichung
Am 15. Mai 1939 feierte Auf Wiedersehen, Mr. Chips seine Weltpremiere im Astor Theater am Broadway in New York. Die Konkurrenz an den US-amerikanischen Kinokassen war in diesem Jahr besonders groß. Filme wie Vom Winde verweht, Das zauberhafte Land oder Mr. Smith geht nach Washington waren Kassenmagneten und gelten inzwischen als Filmklassiker. Obwohl die Geschichte von einem unbeliebten Lehrer, der sich durch die Liebe in einen vorbildlichen Pädagogen verwandelt, keinen allzu großen Erfolg zu versprechen schien, war Auf Wiedersehen, Mr. Chips, wie bereits das Buch von James Hilton, beim Publikum sehr beliebt. Bei Produktionskosten von 1.051.000 Dollar und einem Einspielergebnis von 3.252.000 Dollar machte das Drama einen beachtlichen Gewinn und wurde damit zu einem der erfolgreichsten Filme des Jahres.
Auch die Kritiker zeigten sich beeindruckt und lobten sowohl Robert Donats Leistung als auch Greer Garsons Debüt. Während der Film Donats Ruf als vielseitiger und sensibler Schauspieler festigte, machte er Garson über Nacht zum Filmstar, weshalb sie in der Folge zahlreiche Rollenangebote erhielt. „Ich habe es vollkommen unterschätzt, welchen Einfluss [die Rolle der] Mrs. Chips auf meine Karriere haben würde. Ich bin froh, dass ich mich hier einmal geirrt habe“, sagte Garson Jahre später.
Im Jahr 1969 drehte der US-amerikanische Regisseur Herbert Ross ein Remake in Form eines Filmmusicals mit Peter O’Toole und Petula Clark in den Hauptrollen. Die Geschichte des Lehrers Mr. Chips inspirierte auch Filme wie Der Club der toten Dichter (1989) mit Robin Williams und Mr. Holland’s Opus (1995) mit Richard Dreyfuss. Bei einer Umfrage des British Film Institute im Jahr 1999 wurde Auf Wiedersehen, Mr. Chips auf Platz 72 in der Liste der besten britischen Filme des 20. Jahrhunderts gewählt. Von der New York Times wurde der Film 2004 auf die Liste der 1000 besten Filme aller Zeiten gesetzt.
In Deutschland kam der Film nie in die Kinos. Die deutsche Erstveröffentlichung erfolgte als Fernsehausstrahlung am 29. September 1998 in der ARD mit einer dafür entstandenen deutschen Synchronfassung. Im Jahr 2004 erschien der Film auf DVD.

### Kritiken
Für das Lexikon des internationalen Films war Auf Wiedersehen, Mr. Chips „[e]in Lehrerdrama mit brillantem Drehbuch und erfrischender Regie, das dennoch vor allem durch den einnehmenden Hauptdarsteller beeindruckt“. Das Urteil von Cinema lautete: „Bewegender Klassiker.“
Für Frank S. Nugent von der New York Times handelte es sich seinerzeit um „eine ruhige, herzerwärmende und im Allgemeinen zufriedenstellende Verfilmung eines sentimentalen Kurzromans“. Der Film sei „sehenswert“, vor allem dank der Darstellung von Robert Donat mit seiner „unglaublich guten Charakterzeichnung“. Greer Garsons Katherine sei „vollkommen glaubwürdig und geradezu bezaubernd“ und dabei „eine der nettesten Personen, die man je irgendwo anzutreffen hofft“. Angesichts ihres Tods sei es mehr als bedauerlich, dass der Film ohne sie weiterlaufe.
Richard Gilliam vom All Movie Guide nannte Auf Wiedersehen, Mr. Chips rückblickend „einen weiteren Klassiker von 1939“. Der Film wirke „frisch und intelligent […] in jeder Hinsicht“ und vermeide „rührselige Sentimentalitäten, die oft Filme dieser Art ins Stocken bringen“. Obwohl seine beiden Remakes „beachtliche Qualitäten“ vorweisen könnten, bleibe das Original „die beste Version“. Allerdings sei sie vielleicht „zu altmodisch, um heutigen Zuschauern zu gefallen“.

### Auszeichnungen
Obwohl ihre Rolle eher klein war, erhielt Greer Garson für ihr Debüt auf Anhieb eine Oscar-Nominierung als beste Hauptdarstellerin. In der Kategorie Beste Nebendarstellerin hätte sie wahrscheinlich mehr Chancen auf den Gewinn der Trophäe gehabt, denn dass Vivien Leigh bei der Oscarverleihung 1940 den Preis für ihre Hauptrolle der Scarlett O’Hara in Vom Winde verweht gewinnen würde, stand außer Frage.
Auf Wiedersehen, Mr. Chips erhielt noch sechs weitere Oscar-Nominierungen in den Kategorien Bester Film, Beste Regie, Bestes adaptiertes Drehbuch, Bester Schnitt, Bester Ton (A. W. Watkins) und Bester Hauptdarsteller. Lediglich Robert Donat konnte sich in der Darstellerkategorie behaupten und setzte sich damit gegen drei der berühmtesten männlichen Rollen der Filmgeschichte durch: Clark Gables Rhett Butler in Vom Winde verweht, James Stewarts Jefferson Smith in Mr. Smith geht nach Washington und Laurence Oliviers Heathcliff in Sturmhöhe. Bis heute gilt Mr. Chips als Donats bekannteste und beliebteste Rolle.

## Deutsche Fassung
Eine erste deutsche Synchronfassung entstand 1992 bei der Studio Hamburg Synchron nach dem Dialogbuch von Jan Harloff, der auch die Dialogregie übernahm.
| Rolle                        | Darsteller   | Synchronsprecher  |
| ---------------------------- | ------------ | ----------------- |
| Charles Chipping / Mr. Chips | Robert Donat | Wolfgang Draeger  |
| Katherine Ellis              | Greer Garson | Marion Martienzen |
| Max Staefel                  | Paul Henreid | Christian Rode    |
| Mr. Wetherby                 | Lyn Harding  | Gottfried Kramer  |

## Weitere Verfilmungen des Romans
- 1969: Goodbye, Mr. Chips – USA – Spielfilm mit Peter O’Toole und Petula Clark
- 1984: Goodbye Mr. Chips – Großbritannien – sechsteilige Fernsehverfilmung der BBC
- 2002: Goodbye, Mr. Chips – Großbritannien – Fernsehfilm